# جنیپاپو
جنیپاپو (نام علمی: Genipa americana) نام یک گونه از تیره روناسیان است.